# Lizonne (affluent de la Dronne)
Pour l’article homonyme, voir Lizonne (affluent de la Charente).
La Lizonne, ou dans sa partie amont la Nizonne, est une rivière française des départements de la Dordogne et de la Charente (région Nouvelle-Aquitaine), principal affluent de la Dronne.

## Toponymie
Son nom s'analyse par le radical hydronymique Leiz- et le suffixe -onna.
Il se retrouve sous ses deux formes dans celui de deux communes de la Dordogne, Saint-Front-sur-Nizonne et Saint-Paul-Lizonne.
En occitan, le cours d'eau porte le nom de Lisona et de Nisona dans sa partie amont.

## Géographie
La Nizonne prend sa source à 200 mètres d'altitude dans le département de la Dordogne sur la commune de Sceau-Saint-Angel, deux kilomètres à l'ouest du bourg, près du lieu-dit Morelière, dans le parc naturel régional Périgord-Limousin.
Elle arrose Saint-Front-sur-Nizonne et La Rochebeaucourt-et-Argentine. Elle conserve le nom de Nizonne jusqu'en aval d'Édon et de La Rochebeaucourt ; à partir de son confluent avec le Voultron, elle prend le nom de Lizonne.
Sur la presque totalité des vingt derniers kilomètres de son parcours, elle marque la limite avec le département de la Charente et arrose Gurat et Saint-Séverin.
De plus, depuis Champagne et Gurat et jusqu'à sa confluence avec la Dronne, elle se subdivise en de nombreux bras.
Elle conflue en rive droite de la Dronne, à 48 mètres d'altitude, en aval du Moulin du Pontet, en limite des communes d'Allemans et de Saint-Séverin.
Sa longueur est de 60,5 km.

## Départements, communes et cantons traversés

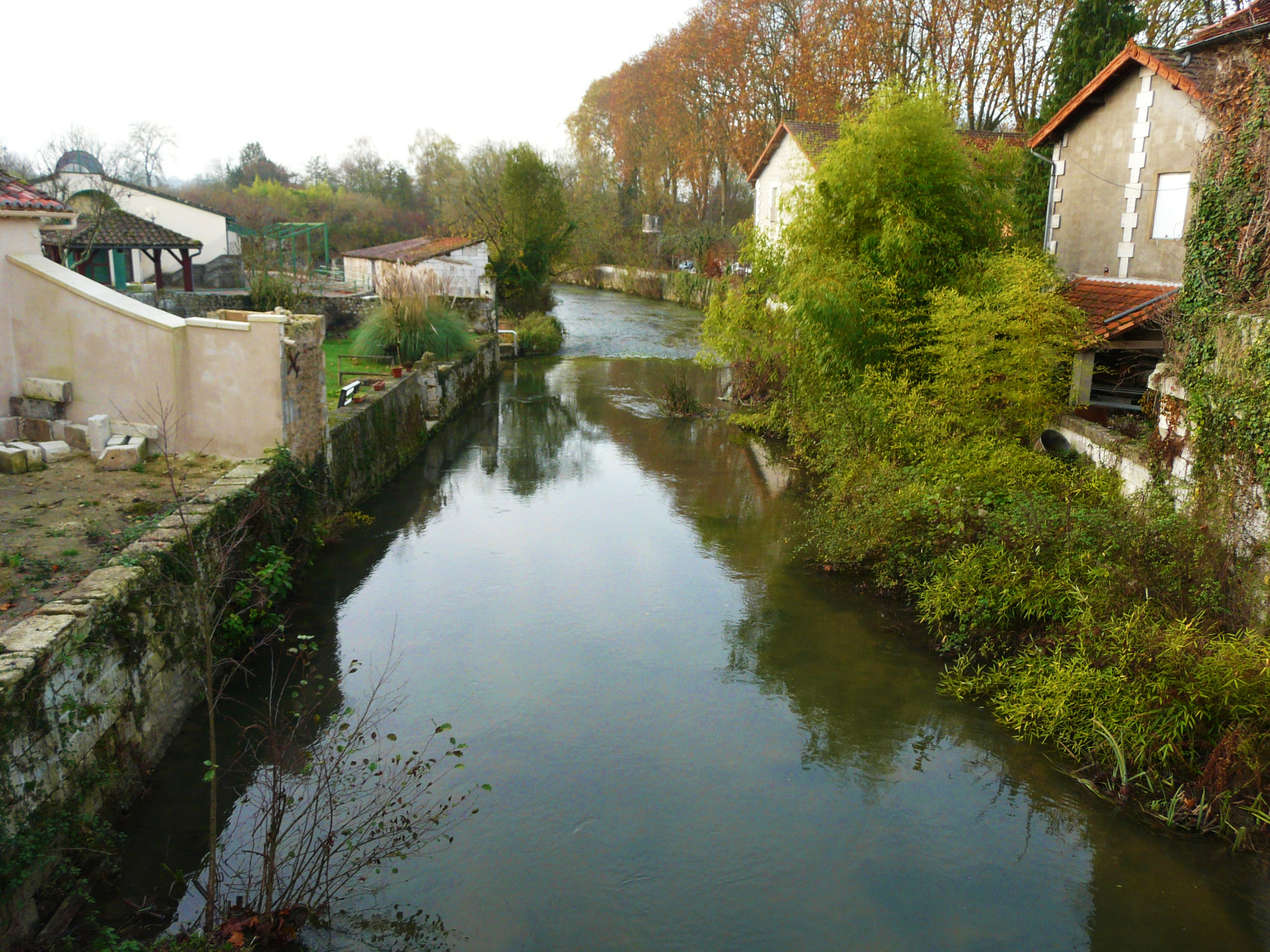
La Nizonne entre Édon (à droite) et La Rochebeaucourt.

La Lizonne arrose deux départements et vingt-quatre communes réparties sur sept cantons, soit d'amont vers l'aval :
- Dordogne : 
  - Canton de Nontron
    - Sceau-Saint-Angel (source),
    - Saint-Front-sur-Nizonne,

  - Canton de Mareuil
    - Champeaux-et-la-Chapelle-Pommier,
    - Rudeau-Ladosse,
    - Saint-Sulpice-de-Mareuil,
    - Puyrenier,
    - Beaussac,
    - Les Graulges,
    - Sainte-Croix-de-Mareuil,
    - La Rochebeaucourt-et-Argentine,

  - Canton de Verteillac
    - Champagne-et-Fontaine,
    - Vendoire,
    - Nanteuil-Auriac-de-Bourzac,
    - Bouteilles-Saint-Sébastien,
    - Saint-Paul-Lizonne,

  - Canton de Ribérac
    - Allemans (confluence).
- Charente : 
  - Canton de Villebois-Lavalette
    - Combiers,
    - Édon,
    - Blanzaguet-Saint-Cybard,
    - Gurat,
    - Vaux-Lavalette,

  - Canton de Montmoreau-Saint-Cybard
    - Salles-Lavalette,
    - Palluaud,

  - Canton d'Aubeterre-sur-Dronne
    - Saint-Séverin (confluence).

## Hydrologie
La station hydrologique de Saint-Séverin, en service depuis 1985, a enregistré le 4 mars 2007 un débit maximal journalier de 55,9 m3/s. En instantané, le débit maximal s'est élevé le 10 novembre 2000 à 63,2 m3/s.

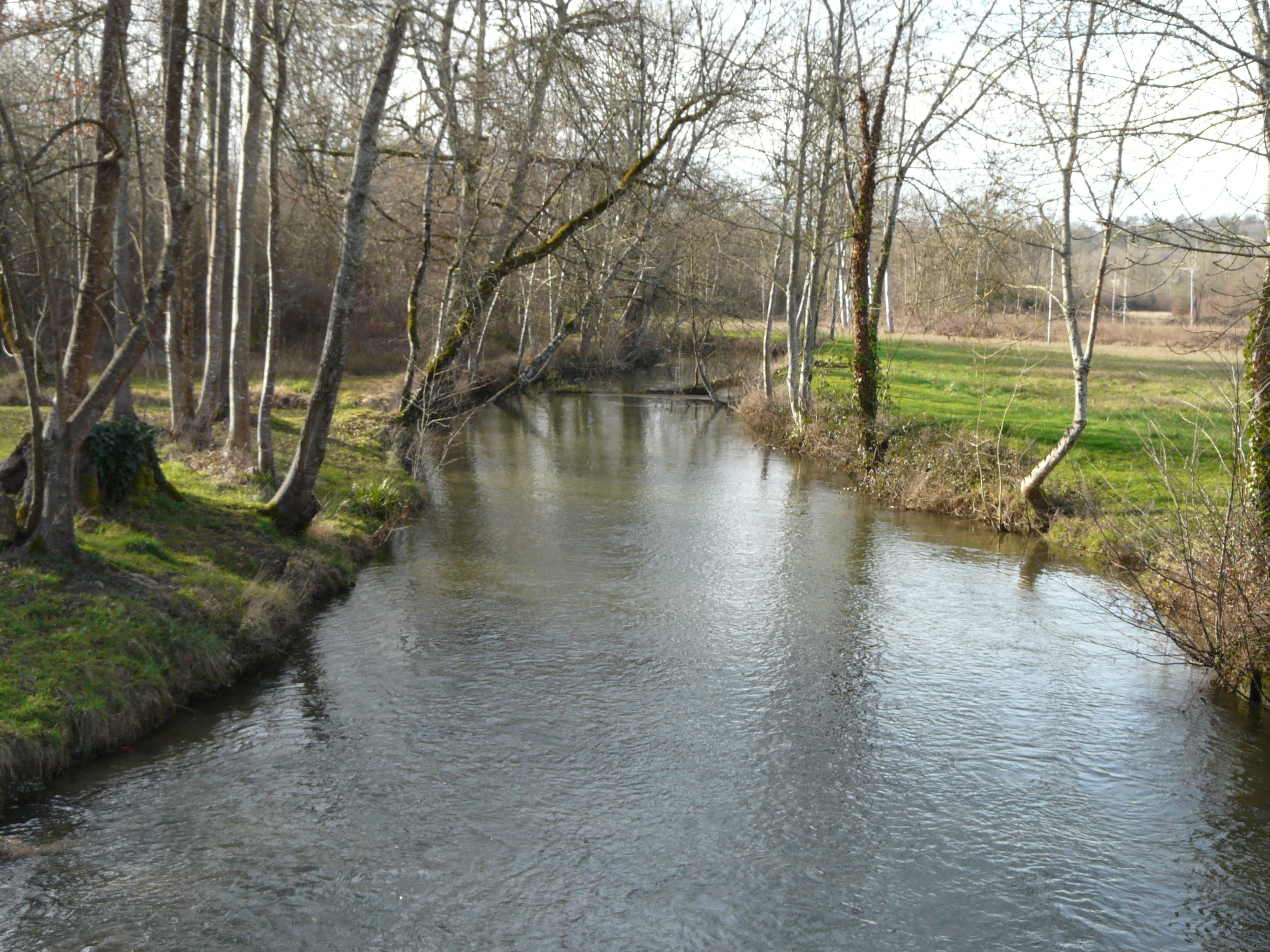
La Nizonne en limite de La Rochebeaucourt et Combiers.
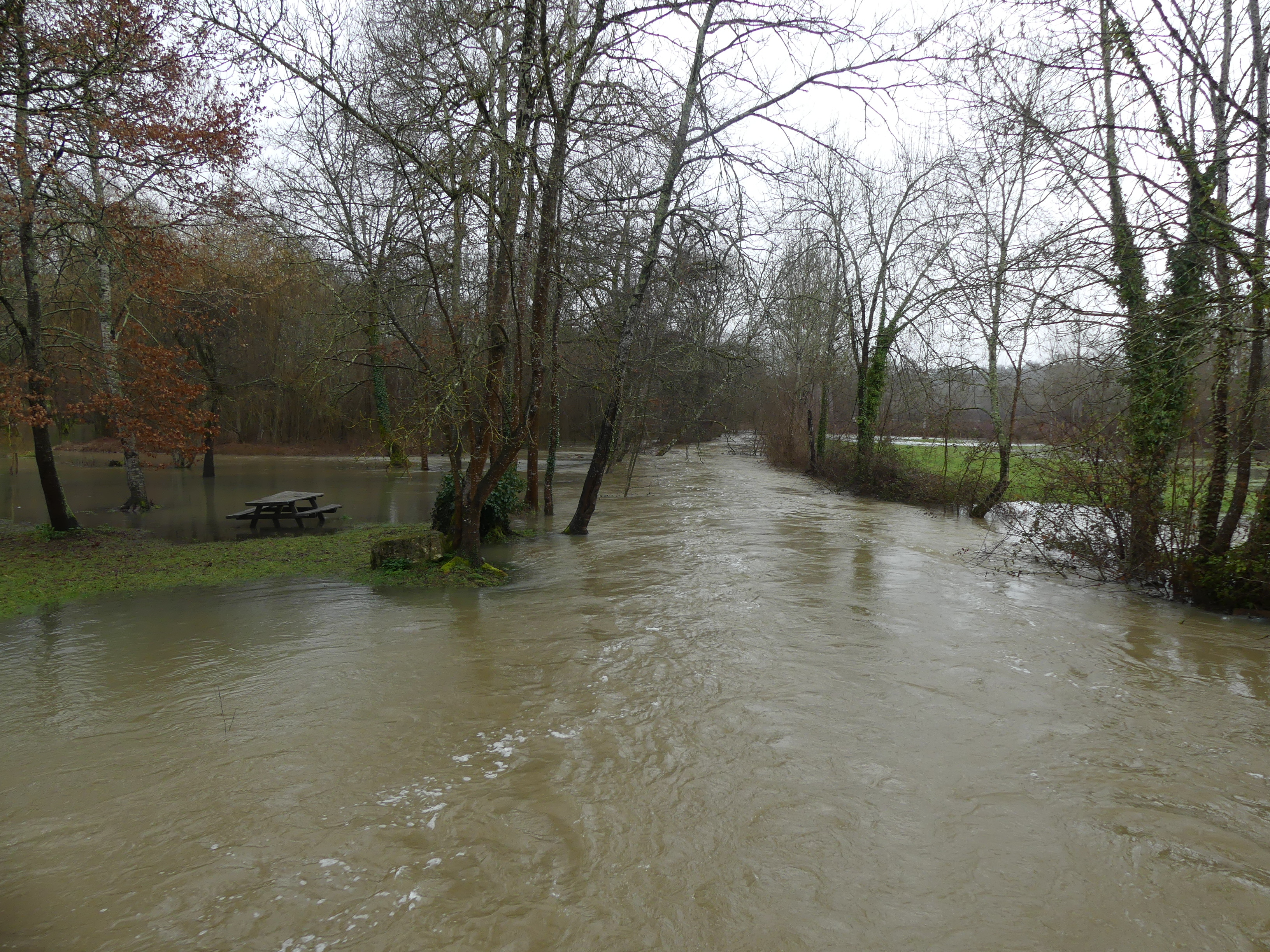
Le même endroit lors des crues de février 2021.
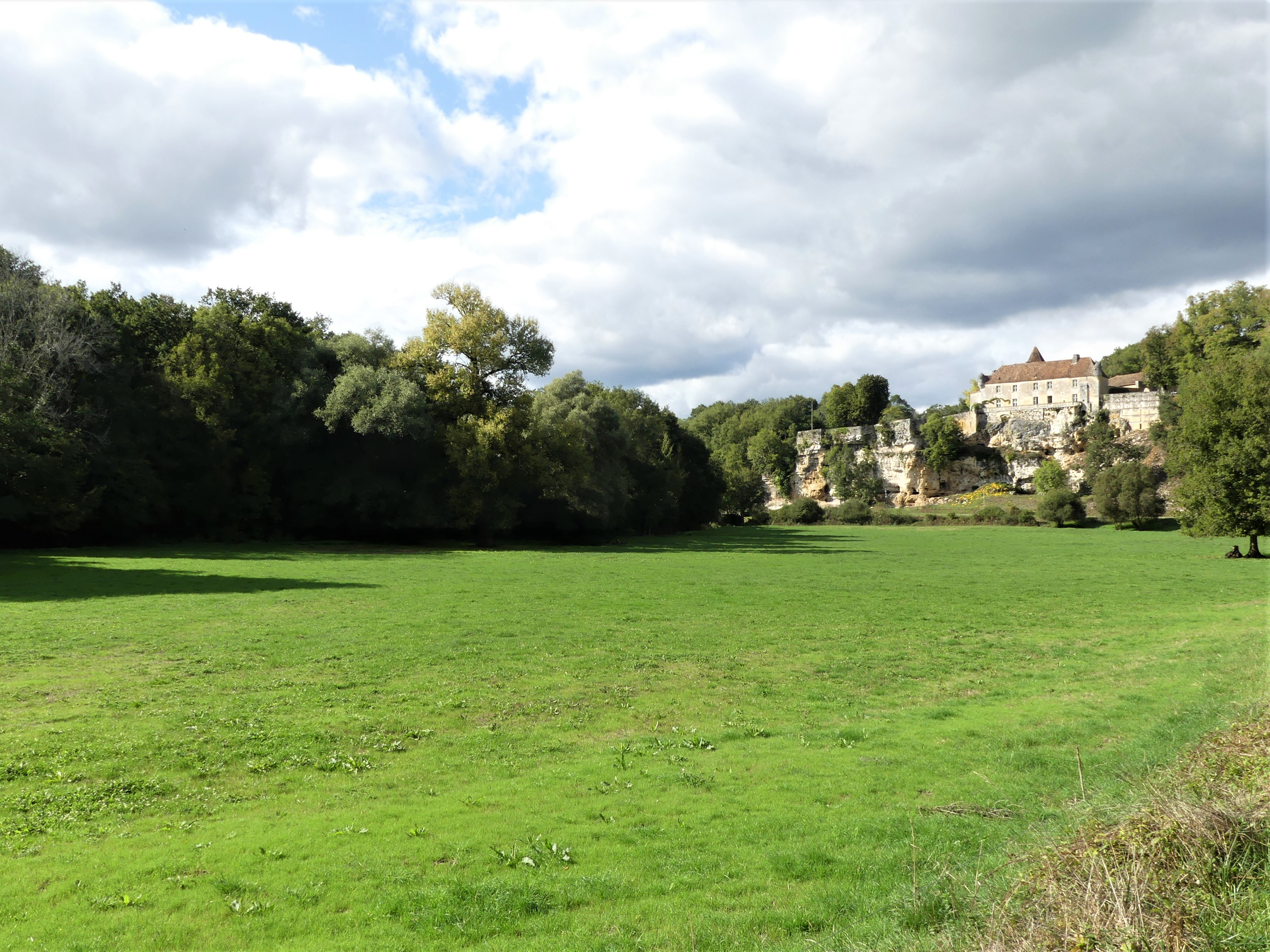
Le château d'Aucors à Beaussac.
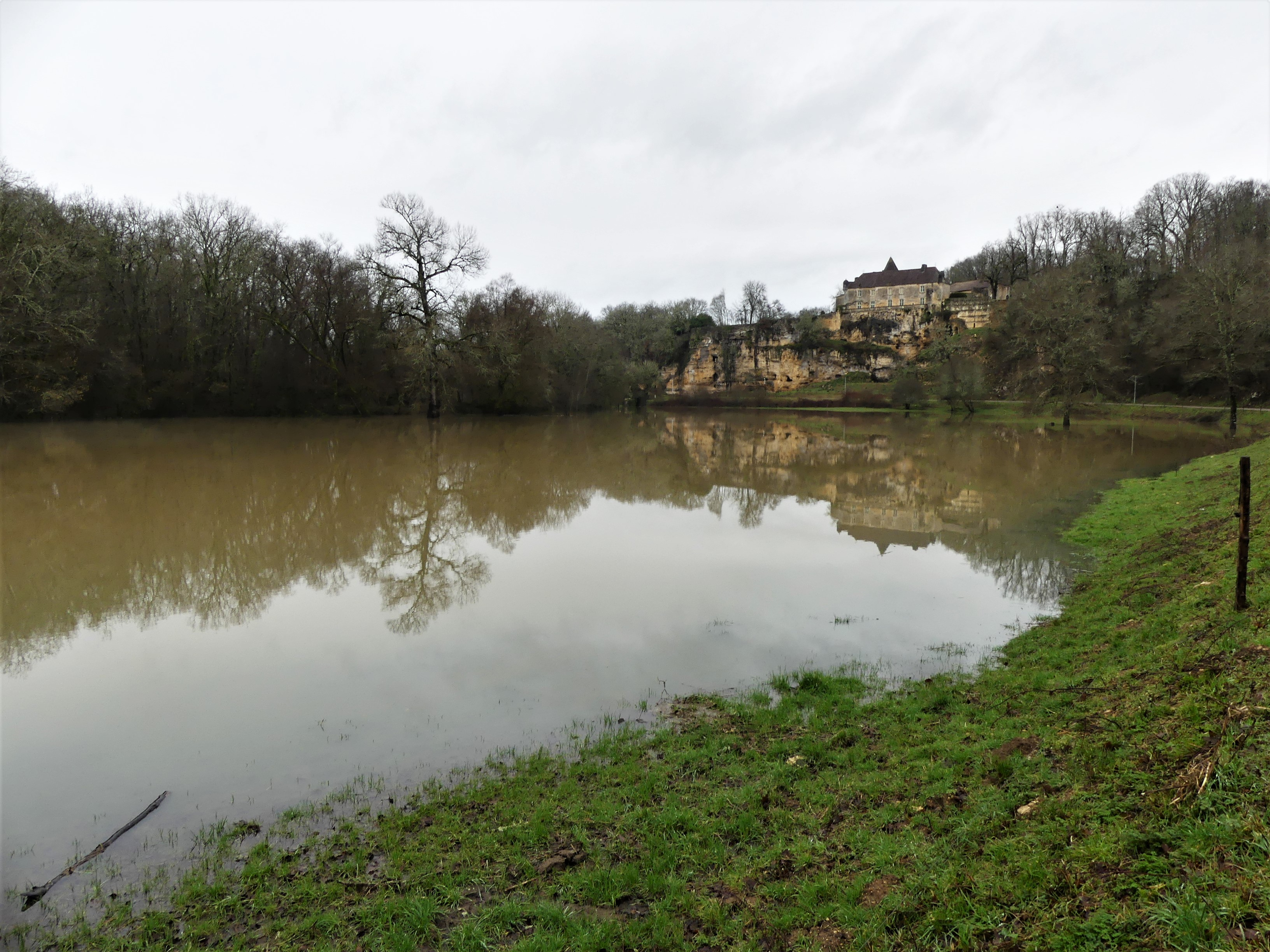
Le même endroit lors des crues de février 2021.

## Affluents
La Lizonne a dix affluents contributeurs et un bras référencés :
Les cinq plus longs affluents sont :
- la Belle, rive gauche,
- la Manore, rive droite,
- le Voultron, rive droite,
- la Pude, rive gauche,
- la Sauvanie, rive gauche.

### Environnement

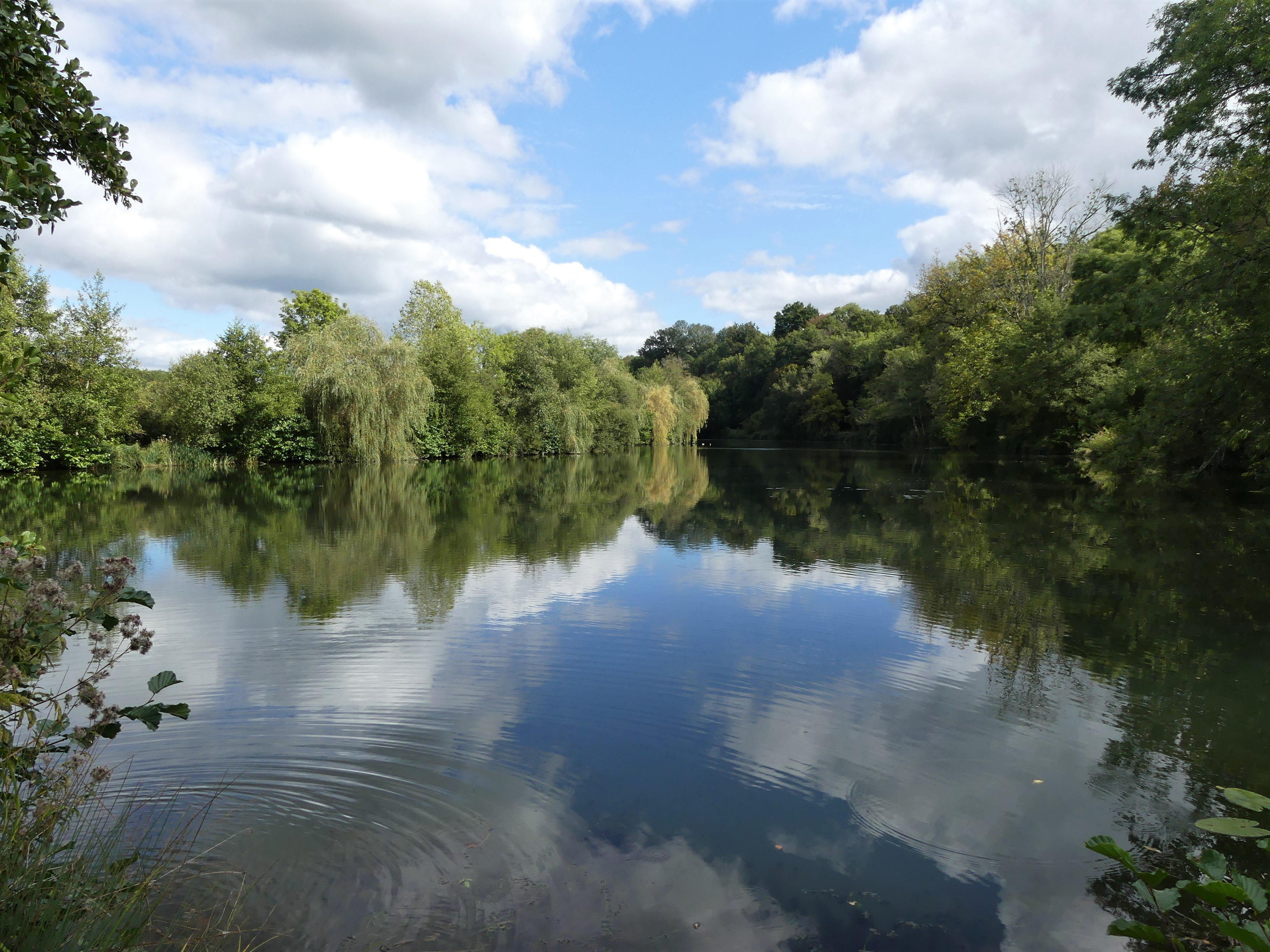
L'étang de Lavergne alimenté par la Nizonne en limite de Beaussac (Mareuil en Périgord) et Rudeau-Ladosse.

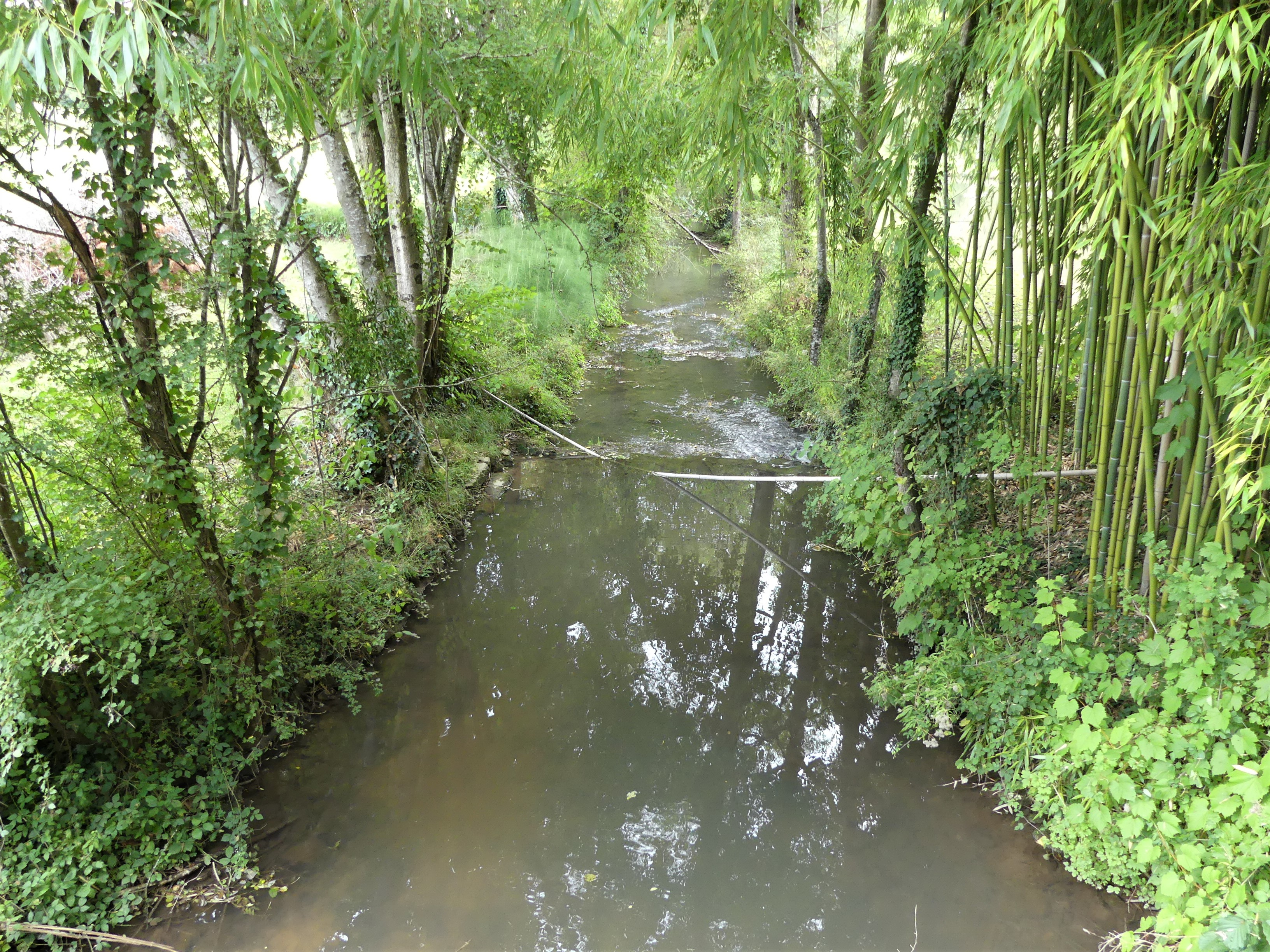
La Nizonne en limite des Graulges et de Sainte-Croix-de-Mareuil.

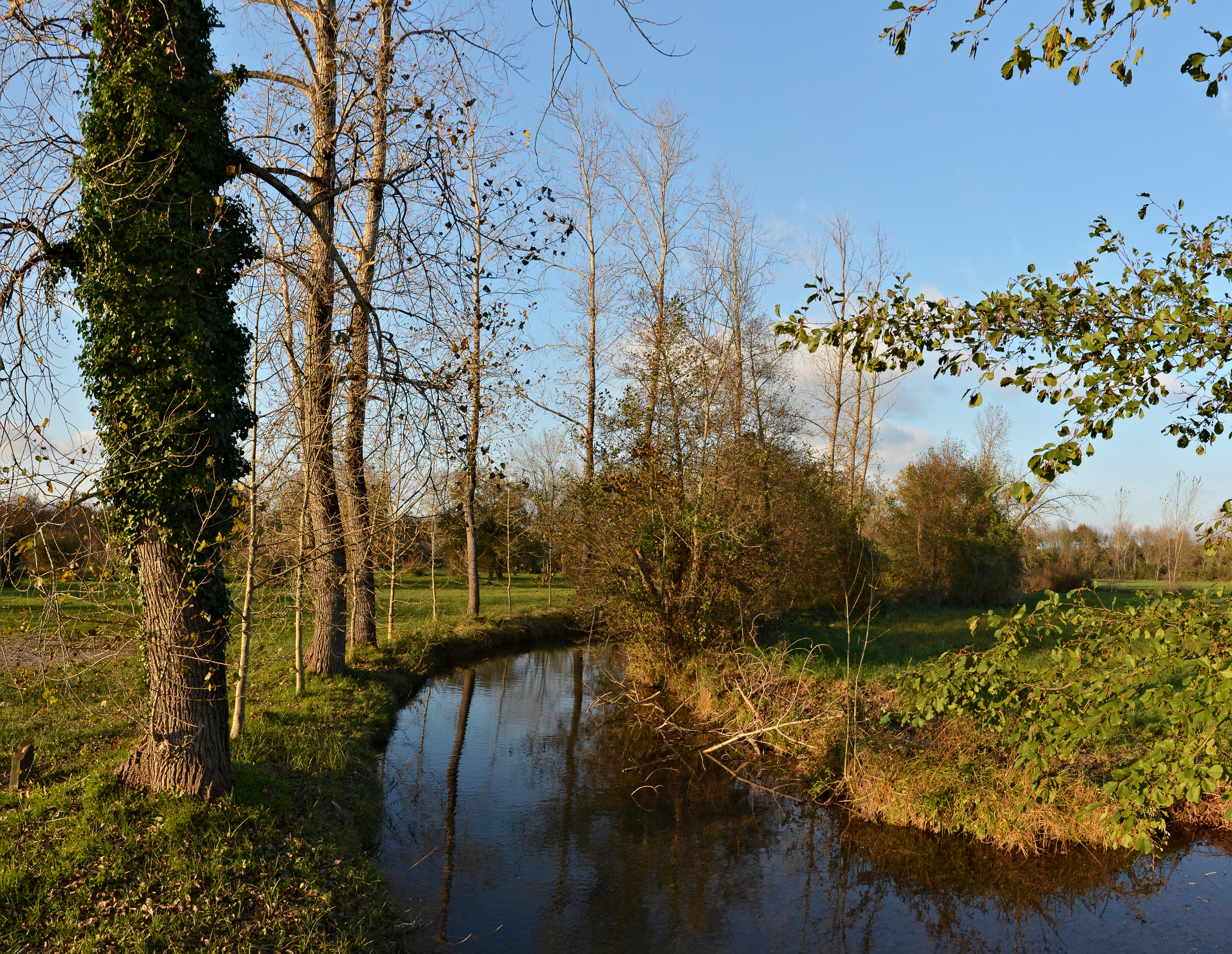
Bras de la Lizonne aux tourbières de Vendoire.

#### Parc naturel
À l'exception des anciennes communes de Mareuil et des Graulges, toutes les autres communes ou anciennes communes de la Dordogne riveraines de la Nizonne — mais pas celles riveraines de la Lizonne — font partie du parc naturel régional Périgord-Limousin, depuis Sceau-Saint-Angel jusqu'à La Rochebeaucourt-et-Argentine.

#### ZNIEFF

##### Vallée de la Nizonne
En Dordogne, les vallées de la Nizonne et de ses affluents, dont le ruisseau de Beaussac, le ruisseau de Bretanges, la Belle et la Pude, sont protégées au titre de la zone naturelle d'intérêt écologique, faunistique et floristique (ZNIEFF) de type II « Vallée de la Nizonne »,.
Sa faune est constituée d'environ 250 espèces dont trente sont considérées comme déterminantes :
- vingt mammifères, dont la Loutre d'Europe (Lutra lutra), le Vison d'Europe (Mustela lutreola) et dix-huit espèces de chauves-souris : la Barbastelle d'Europe (Barbastella barbastellus), le Grand murin (Myotis myotis), le Grand rhinolophe (Rhinolophus ferrumequinum), le Minioptère de Schreibers (Miniopterus schreibersii), le Murin à moustaches (Myotis mystacinus), le Murin à oreilles échancrées (Myotis emarginatus), le Murin de Bechstein (Myotis bechsteinii), le Murin de Daubenton (Myotis daubentonii), le Murin de Natterer (Myotis nattereri), la Noctule commune (Nyctalus noctula), la Noctule de Leisler (Nyctalus leisleri), l'Oreillard gris (Plecotus austriacus), l'Oreillard roux (Plecotus auritus), le Petit murin (Myotis blythii), le Petit rhinolophe (Rhinolophus hipposideros), la Pipistrelle de Kuhl (Pipistrellus kuhlii), la Pipistrelle de Nathusius (Pipistrellus nathusii) et la Sérotine commune (Eptesicus serotinus) ;
- sept insectes dont quatre papillons : l'Azuré de la croisette (Phengaris rebeli), l'Azuré de la sanguisorbe (Phengaris teleius), le Cuivré des marais (Lycaena dispar), le Fadet des laîches (Coenonympha oedippus), et trois libellules : l'Agrion de Mercure (Coenagrion mercuriale), la Cordulie à corps fin (Oxygastra curtisii) et le Gomphe de Graslin (Gomphus graslinii) ;
- deux amphibiens, la Rainette verte (Hyla arborea) et le Triton marbré (Triturus marmoratus) ;
- un reptile : la Cistude d'Europe (Emys orbicularis).

Sa flore est également constituée de plus de deux cents espèces de plantes, dont neuf sont considérées comme déterminantes : la Fritillaire pintade (Fritillaria meleagris), la Gentiane des marais (Gentiana pneumonanthe), l'Hélianthème blanc (Helianthemum canum), l'Orchis à fleurs lâches (Anacamptis laxiflora), l'Orpin de Nice (Sedum sediforme), le Pigamon jaune (Thalictrum flavum), la Sabline des chaumes (Arenaria controversa), le Scirpe des bois (Scirpus sylvaticus) et l'Utriculaire citrine (Utricularia australis).

##### Coteaux calcaires des bords de la Nizonne et de la Belle
La ZNIEFF de type I « Coteaux calcaires des bords de la Nizonne et de la Belle » concerne essentiellement les coteaux de rive droite de la Nizonne, depuis Champeaux-et-la-Chapelle-Pommier jusqu'à Beaussac, ainsi que les coteaux des deux rives de son affluent la Belle, sur les anciennes communes de Mareuil et Vieux-Mareuil. Cette ZNIEFF présente des pelouses calcaires,. Elle est intégralement comprise dans la ZNIEFF de type II Vallée de la Nizonne.
Six espèces de Lépidoptères y ont été recensées : trois déjà citées dans la ZNIEFF de type II (le Demi-deuil le Flambé et le Myrtil), ainsi que trois autres : l'Aurore (Anthocharis cardamines), le Fluoré (Colias alfacariensis) et le Sylvandre (Hipparchia fagi).
Vingt-six espèces déterminantes de plantes y ont été recensées, dont dix-huit orchidées ; sept d'entre elles ont déjà été mentionnées dans la ZNIEFF de type II : l'Hélianthème d'Italie, la Listère à feuilles ovales, l'Orchis bouffon, l'Orchis mâle, l'Orchis pyramidal, l'Orpin de Nice et la Sabline des chaumes ; les dix-neuf autres sont : la Cardoncelle (Carduncellus mitissimus), la Céphalanthère rouge (Cephalanthera rubra), l'Euphorbe de Séguier (Euphorbia seguieriana), le Fumana à tiges tombantes (Fumana procumbens), l'Homme-pendu (Orchis anthropophora), la Laîche humble (Carex humilis), le Limodore à feuilles avortées (Limodorum abortivum), l'Ophrys abeille (Ophrys apifera), l'Ophrys araignée (Ophrys sphegodes), l'Ophrys bourdon (Ophrys fuciflora), l'Ophrys brun (Ophrys fusca)), l'Ophrys mouche (Ophrys insectifera), l'Orchis bouc (Himantoglossum hircinum), l'Orchis brûlé (Neotinea ustulata), l'Orchis guerrier (Orchis militaris), l'Orchis moucheron (Gymnadenia conopsea), l'Orchis pourpre (Orchis purpurea), l'Orchis verdâtre (Platanthera chlorantha) et le Thésium couché (Thesium humifusum).
Par ailleurs, 141 autres espèces végétales y ont été répertoriées dont environ 90 non citées dans la ZNIEFF de type II.

##### Marais alcalins de la vallée de la Nizonne
Une autre ZNIEFF de type I concerne les « Marais alcalins de la vallée de la Nizonne »,. Elle s'étend depuis Saint-Front-sur-Nizonne jusqu'à Saint-Paul-Lizonne, hormis la commune de Bouteilles-Saint-Sébastien.
On y retrouve les mêmes espèces déterminantes animales que la ZNIEFF de type II « Vallée de la Nizonne », à l'exception des chauves-souris ; pour la flore, quatre espèces déterminantes précitées y sont présentes : la Fritillaire pintade, la Gentiane des marais, le Pigamon jaune et l'Utriculaire citrine, avec en plus la Sagittaire à feuilles en flèche (Sagittaria sagittifolia).

##### Tourbières de Vendoire
Côté charentais, Le site « Tourbières de Vendoire » est une autre ZNIEFF de type I, qui s'étend sur 148,62 hectares, sur les territoires de Gurat, Salles-Lavalette et Vaux-Lavalette, le long du cours de la Lizonne et du canal des Moulins.
Onze espèces déterminantes d'animaux y ont été répertoriées :
- cinq insectes dont trois lépidoptères en 2000 : l'Azuré de la sanguisorbe (Phengaris teleius), le Cuivré des marais (Lycaena dispar) et le Fadet des laîches (Coenonympha oedippus) et deux odonates: l'Agrion de Mercure (Coenagrion mercuriale) et la Cordulie à corps fin (Oxygastra curtisii) ;
- quatre mammifères : le Campagnol amphibie (Arvicola sapidus), le Crossope aquatique (Neomys fodiens), la Loutre d'Europe (Lutra lutra) et le Vison d'Europe (Mustela lutreola) ;
- un oiseau, le Martin-pêcheur d'Europe (Alcedo atthis) ;
- un reptile : la Cistude (Emys orbicularis).

Cinquante-trois autres espèces animales y ont été recensées : dix-huit mammifères et trente-cinq oiseaux.
Six espèces déterminantes de plantes ont été recensées sur la ZNIEFF : la Gentiane des marais (Gentiana pneumonanthe), la Léersie faux-riz (Leersia oryzoides), l'Orchis des marais (Anacamptis palustris), le Potamot coloré (Potamogeton coloratus), le Souchet jaunâtre (Cyperus flavescens) et l'Utriculaire citrine (Utricularia australis), ainsi que 102 autres espèces végétales.

##### Vallées de la Nizonne, de la Tude et de la Dronne en Poitou-Charentes
Les « Tourbières de Vendoire » sont incluses dans la ZNIEFF de type II nommée « Vallées de la Nizonne, de la Tude et de la Dronne en Poitou-Charentes », qui englobe la vallée de la Nizonne/Lizonne depuis Combiers jusqu'à sa confluence avec la Dronne à Saint-Séverin, incluant la vallée de son affluent la Tude.
Vingt-deux espèces déterminantes d'animaux y ont été répertoriées :
- un amphibien : la Rainette verte (Hyla arborea) ;
- un crustacé, l'Écrevisse à pattes blanches (Austropotamobius pallipes) ;
- cinq insectes dont trois lépidoptères : l'Azuré de la sanguisorbe (Phengaris teleius), le Cuivré des marais (Lycaena dispar) et le Fadet des laîches (Coenonympha oedippus) et deux odonates : l'Agrion de Mercure (Coenagrion mercuriale) et la Cordulie à corps fin (Oxygastra curtisii) ;
- sept mammifères : la Loutre d'Europe (Lutra lutra) et le Vison d'Europe (Mustela lutreola), ainsi que cinq chauves-souris : le Murin à moustaches (Myotis mystacinus), l'Oreillard roux (Plecotus auritus), la Pipistrelle de Kuhl (Pipistrellus kuhlii), le Petit rhinolophe (Rhinolophus hipposideros) et la Sérotine commune (Eptesicus serotinus) ;
- quatre oiseaux : l'Alouette lulu (Lullula arborea), le Martin-pêcheur d'Europe (Alcedo atthis), le Milan noir (Milvus migrans) et le Tarier des prés (Saxicola rubetra) ;
- trois poissons : le Chabot commun (Cottus gobio), la Lamproie de Planer (Lampetra  planeri) et le Toxostome (Parachondrostoma toxostoma) ;
- un reptile : la Cistude (Emys orbicularis).

Vingt-neuf autres espèces animales (quatre mammifères et vingt-cinq oiseaux) y ont été recensées.

#### Natura 2000
La vallée de la Nizonne est aussi, dans son intégralité, une zone du réseau Natura 2000 avec vingt espèces animales inscrites à l'annexe II de la directive 92/43/CEE de l'Union européenne, :
- sept insectes : l'Agrion de Mercure (Coenagrion mercuriale), l'Azuré de la sanguisorbe (Phengaris teleius), la Cordulie à corps fin (Oxygastra curtisii), le Cuivré des marais (Lycaena dispar), le Damier de la succise (Euphydryas aurinia), le Fadet des laîches (Coenonympha oedippus) et le Gomphe de Graslin (Gomphus graslinii) ;
- dix mammifères : la Loutre d'Europe (Lutra lutra), le Vison d'Europe (Mustela lutreola), et huit chauves-souris : la Barbastelle d'Europe (Barbastella barbastellus), le Grand murin (Myotis myotis), le Grand rhinolophe (Rhinolophus ferrumequinum), le Minioptère de Schreibers (Miniopterus schreibersii), le Murin à oreilles échancrées (Myotis emarginatus), le Murin de Bechstein (Myotis bechsteinii), le Petit murin (Myotis blythii) et le Petit rhinolophe (Rhinolophus hipposideros) ;
- deux poissons : le Chabot fluviatile (Cottus perifretum) et la Lamproie de Planer (Lampetra  planeri) ;
- un reptile : la Cistude (Emys orbicularis).

## À voir
- L'église Saint-Front de Saint-Front-sur-Nizonne
- L'église Saint-Martin de Champeaux
- Le château des Bernardières à Champeaux
- Le château d'Aucors à Beaussac
- L'église Saint-Théodore de La Rochebeaucourt
- L'église souterraine monolithique Saint-Georges de Gurat
- Les tourbières de Vendoire